# Stor käringtand
Stor käringtand (Lotus pedunculatus) är en växtart i släktet käringtänder och familjen ärtväxter. Det är en flerårig växt  som återfinns i Europa i fuktiga, öppna landskap.